# Cómbita
Cómbita est une municipalité située dans le département de Boyacá, en Colombie.

## Personnalités liées à la municipalité
- Nairo Quintana (1990-) : coureur cycliste né à Cómbita.
- Dayer Quintana (1992-) : coureur cycliste né à Cómbita.